# Condor/Cargo Technik
Condor/Cargo Technik GmbH (CCT) war ein luftfahrttechnischer Betrieb mit Sitz am Flughafen Frankfurt Main.
Am 1. Januar 2009 wurde die Condor/Cargo Technik mit einem Teil des externen Kundengeschäfts aus dem Bereich der Flugzeugwartung der Lufthansa Technik zur Lufthansa Technik Maintenance International (LTMI) verschmolzen. Die Kundenbasis hat sich daher um die Rampenversorgung anderer Kunden am Flughafen Frankfurt erweitert.
Condor/Cargo Technik wurde 1994 gegründet, um die Flotten der Condor Flugdienst und der Lufthansa Cargo zu warten – daher auch der Name.
Die CCT entstand aus der German Cargo. In den ersten Jahren lag ein Schwerpunkt der Flugzeugwartung bei den Frachtflugzeugen des Typs DC 8-73 und der wachsenden Flotte von B757 und B767 der Condor aber auch die DC 10-30 der Condor wurden betreut.
Inzwischen gehören auch einige weitere Airlines zu den Kunden. Angeboten wurden Wartungs- und Instandhaltungsarbeiten vom Daily Check über A-Checks bis einschließlich C-Checks sowie kurzfristige AOG-Einsätze (Aircraft-On-Ground-Einsätze) für Flugzeuge der Muster Boeing 737NG, Boeing 747, Boeing 757, Boeing 767, Boeing 777, Airbus A330, Airbus A340, Airbus A380 (ab August 2010) und MD-11.
Seit Oktober 2005 war CCT zu 100 % in die Lufthansa Technik integriert. Sie betrieb am Flughafen Frankfurt Flugzeugwartung in der neu gebauten Halle 12.
Mit der Gründung der Condor Technik 2008, einer hundertprozentigen Tochter der Condor, ist zum Jahreswechsel 2009 die CCT zur LTMI umbenannt worden und war weiterhin eine hundertprozentige Tochter der Lufthansa Technik. LTMI wurde 2022 von Lufthansa Technik an Sabena Aerospace verkauft und in Sabena Maintenance International umbenannt. Der Wartungsbetrieb am Standort Frankfurt wurde daraufhin eingestellt und die 150 Arbeitsplätze abgebaut.
Insgesamt waren vier Hangarplätze vorhanden, je einer exklusiv mit Dockanlagen für die MD-11 und die 757/767.
Einige Stationen weltweit waren mit CCT-eigenem Personal besetzt:
| McDonnel Douglas MD-11             | Boeing 757/767              |
| ---------------------------------- | --------------------------- |
| Flughafen Viracopos                | Flughafen Palma de Mallorca |
| Flughafen East Midlands            | Flughafen Antalya           |
| Allama Iqbal International Airport | Flughafen Paris-Orly        |
| Flughafen Astana                   | Flughafen Newark            |
| Flughafen Almaty                   | Flughafen Puerto Plata      |
| Flughafen Bahrain                  | Flughafen Las Américas      |
| Flughafen Tokio-Narita             |                             |
| Flughafen Incheon                  |                             |

Kunden MD-11:
- Lufthansa Cargo
- EVA Air Cargo
- Shanghai Airlines Cargo
- World Airways Cargo
- Ethiopian Airlines

Kunden 757/767:
- Condor bis zum 31. Dezember 2008
- OpenSkies
- Royal Brunei (auch Flugzeug des Sultans)
- Air Astana
- DHL
- TUIfly
- TUI Airlines Nederland
- Safi Airways
- PrivatAir
- El Al

Kunden B747:
- AirBridge Cargo

Kunden B777:
- Aerologic

Kunden A330/A340:
- Livingston Energy Flight
- Air Namibia
- Safi Airways
- Vladivostok Avia
- LATAM Airlines

## Basisdaten
- Umsatz: knapp 100 Mio. Euro (Stand: 2002)
- Mitarbeiter: rund 600